# .338 Remington Ultra Magnum
El .338 Remington Ultra Magnum es un cartucho de rifle introducido calibre .338 introducido en el año 2002 por Remington Arms.

## Diseño
El diseño se basa en el casquillo del.300 Remington Ultra Magnum reducido en .090" y cuyo cuello se ha holgado para alojar una bala de  0.338 pulgadas. El .338 Remington Ultra Magnum tiene la misma capacidad de carga que el .338 Lapua Magnum pero un poco menor que el .338-378 Weatherby Magnum.  
El .338 opera con presiones muy altas (65,000 PSI), por lo que no es factible recargar para superar la performance de la munición comercial, pero es posible mejorar las cargas para efectos de precisión en rifles específicos. 